# Eric Orie
Eric Alexander Orie (* 25. Januar 1968 in Utrecht) ist ein niederländischer Fußballspieler und -trainer.

## Karriere

### Als Spieler
Orie begann seine Karriere beim VVV-Venlo und dem Elinkwijk Utrecht in seiner Heimat, den Niederlanden. 1993 kam er das erste Mal nach Österreich und unterschrieb bei FK Austria Wien, insgesamt spielte Orie 15 mal für die Austria und erzielte acht Tore. Über VfB Mödling und VSE St. Pölten kam Orie nach England zum FC Blackpool, von wo er zu Gela Calcio nach Italien wechselte.
Später kehrte er nach Österreich zurück und spielte eine Saison beim ASK Kottingbrunn. 1998 kam er als Spieler zum FC Lustenau 07.

### Als Trainer
Nachdem Orie schon vier Jahre als Spieler der Vorarlberger unter Vertrag gewesen war, wurde er 2002 vorerst für ein halbes Jahr Spielertrainer und übernahm die Mannschaft in Folge dann komplett. Während seiner Zeit beim FC Lustenau war er Spielertrainer, Manager, Sportdirektor und Trainer. 2007 wurde er als Vorarlbergs Trainer des Jahres ausgezeichnet.
Am 17. März 2009 wurde Orie vom FC Lustenau entlassen und durch Nenad Bjelica ersetzt. Am 12. April 2010 übernahm er das Traineramt des FC Vaduz in der Schweizer Challenge League als Nachfolger von Pierre Littbarski. 2010 wurde er zu Liechtensteins Trainer des Jahres gewählt.
Aufgrund der negativen sportlichen Entwicklung in der Saison 2011/2012 wurde das ursprünglich bis Sommer 2013 bestehende Vertragsverhältnis aufgelöst.
2015 wurde er als Nachfolger von Markus Mader zum österreichischen Fünftligisten FC Langenegg geholt, mit dem er in die Vorarlbergliga aufstieg. Nach eineinhalb Jahren verließ er den Verein und übernahm 2016/17 von November bis zum Saisonende den eine Klasse höher spielenden FC Dornbirn.
2017 nahm er ein Angebot an, als Co-Trainer unter dem Österreicher Damir Canadi nach Griechenland zu gehen und bei Atromitos Athen zu arbeiten. Zweimal erreichte er mit dem Verein Platz 4 der ersten Liga. Zur Saison 2019/20 ging er zusammen mit Canadi in die 2. Bundesliga zum Absteiger 1. FC Nürnberg. Anfang November wurden Canadi und Orie freigestellt, als die Mannschaft auf dem 11. Platz stand.
Zur Saison 2021/22 wurde er ein zweites Mal Trainer des nunmehr zweitklassigen FC Dornbirn. Das zweite Engagement verlief allerdings nicht erfolgreich, aus 15 Partien holte Dornbirn unter der Führung des Niederländers nur jeweils zwei Siege und Remis. Unter anderem schieden die Vorarlberger in der ersten Runde des Cups gegen den Amateurklub TSV St. Johann aus und befanden sich nach 14 Spieltagen, also kurz vor Ende der Hinrunde, auf dem letzten Tabellenrang. Nachdem unter anderem die Mannschaft dann gegen Orie im November 2021 gestreikt hatte, trennte sich der Klub von ihm.
Im April 2022 kehrte Orie als Sportdirektor wieder nach Dornbirn zurück. Im März 2024 übernahm er interimsweise als Nachfolger von Roman Ellensohn die Mannschaft ein drittes Mal als Cheftrainer.